# Liste von Zwerghuhnrassen
Die folgende Liste enthält sämtliche vom Bund Deutscher Rassegeflügelzüchter (BDRG) anerkannten Zwerghuhnrassen, jedoch nicht ausschließlich solche. Zur Unterscheidung von „Urzwergen“ und verzwergten Rassen großer Hühner, werden für letztere auch die Großrassen genannt.  
| Name                                        | Herkunft                           | Gewicht Hahn (in g) | Gewicht Henne (in g) | Legeleistung (pro Jahr) | Eiergewicht (in g) | Großrasse                                                    |
| ------------------------------------------- | ---------------------------------- | ------------------- | -------------------- | ----------------------- | ------------------ | ------------------------------------------------------------ |
| Altenglischer Zwerg-Kämpfer (BDRG)          | England                            | 750                 | 650                  | 90                      | 30                 | Altenglischer Kämpfer                                        |
| Zwerg-Altsteirer (BDRG)                     | Deutschland                        | 900                 | 800                  | 160                     | 35                 | Altsteirer                                                   |
| Zwerg-Amrock (BDRG)                         | Deutschland                        | 1200                | 1000                 | 140                     | 40                 | Amrocks                                                      |
| Zwerg-Andalusier (BDRG)                     | Deutschland                        | 900                 | 800                  | 100                     | 35                 | Andalusier                                                   |
| Antwerpener Bartzwerg (BDRG)                | Belgien                            | 700                 | 600                  | 90                      | 34                 | ohne Großform                                                |
| Appenzeller Zwerg-Barthuhn (BDRG)           | Schweiz                            | 1000                | 900                  | 120                     | 40                 | Appenzeller Barthuhn                                         |
| Appenzeller Zwerg-Spitzhaube (BDRG)         | Niederlande                        | 750                 | 650                  | 120                     | 40                 | Appenzeller Spitzhaube                                       |
| Zwerg-Araucana (BDRG)                       | Deutschland                        | 850                 | 750                  | 120                     | 32                 | Araucana                                                     |
| Zwerg-Ardenner                              | ?                                  | ?                   | ?                    | ?                       | ?                  | Ardenner                                                     |
| Zwerg-Asil (BDRG)                           | England                            | 1000                | 800                  | 60                      | 30                 | Asil                                                         |
| Zwerg-Augsburger (BDRG)                     | Deutschland                        | 900                 | 800                  | 120                     | 35                 | Augsburger                                                   |
| Zwerg-Australorp (BDRG)                     | Deutschland                        | 1100                | 900                  | 160                     | 35                 | Australorps                                                  |
| Bantam (BDRG)                               | Banten                             | 600                 | 500                  | 90                      | 25                 | ohne Großform                                                |
| Zwerg-Barnevelder (BDRG)                    | Deutschland                        | 1100                | 900                  | 150                     | 40                 | Barnevelder                                                  |
| Bassette (BDRG)                             | Belgien                            | 900                 | 800                  | 120                     | 40                 | –                                                            |
| Belgisches Zwerghuhn (EE)                   | Belgien                            | ?                   | ?                    | ?                       | ?                  | ohne Großform                                                |
| Belgischer Zwerg-Kämpfer (EE)               | Belgien                            | ?                   | ?                    | ?                       | ?                  | ?                                                            |
| Bergischer Zwergkräher (BDRG)               | Bergisches Land                    | 1100                | 900                  | 180                     | 40                 | Bergischer Kräher                                            |
| Bergischer Zwerg-Schlotterkamm (BDRG)       | Bergisches Land                    | 900                 | 800                  | 150                     | 40                 | Bergische Schlotterkämme                                     |
| Bielefelder Zwerg-Kennhuhn (BDRG)           | Bielefeld                          | 1200                | 1000                 | 160                     | 45                 | Bielefelder Kennhuhn                                         |
| Bosvoorder Bartzwerg (EE)                   | Belgien                            | 650                 | 550                  | 90                      | 28                 | -                                                            |
| Zwerg-Brabanter (BDRG)                      | Holland                            | 900                 | 800                  | 100                     | 35                 | Brabanter                                                    |
| Brabanter Zwerg-Bauernhuhn (EE)             | Belgien                            | ?                   | ?                    | ?                       | ?                  | Brabanter Bauernhuhn                                         |
| Zwerg-Brahma (BDRG)                         | England                            | 1400                | 1200                 | 80                      | 35                 | Brahma                                                       |
| Zwerg-Brakel (BDRG)                         | Deutschland                        | 800 – 900           | 700 – 800            | 120                     | 35                 | Brakel                                                       |
| Zwerg-Breda (BDRG) (= Kraaikopkriel (EE))   | Niederlande                        | 1100                | 850                  | 120                     | 35                 | Breda                                                        |
| Brügger Zwerg-Kämpfer (BDRG)                | Deutschland                        | 1300                | 1000                 | 100                     | 35                 | Brügger Kämpfer                                              |
| Burma (EE) (auch: Burma-Zwerghuhn)          | Niederlande                        | ?                   | ?                    | ?                       | ?                  | ohne Großform                                                |
| Chabo (BDRG)                                | Japan                              | 600 – 700           | 500 – 600            | 80                      | 28                 | ohne Großform                                                |
| Chibi (EE)                                  | Japan                              | ?                   | ?                    | ?                       | ?                  | ?                                                            |
| Zwerg-Cochin (BDRG)                         | Volksrepublik China                | 850                 | 750                  | 80                      | 30                 | Huhn gilt als Urzwerg (Großform Cochin von anderer Herkunft) |
| Zwerg-Crève-Cœur (BDRG)                     | Deutschland                        | 1100                | 900                  | 100                     | 35                 | Crève-Cœur                                                   |
| Zwerg-Croad-Langschan (BDRG)                | Nordamerika                        | 1200                | 1000                 | 160                     | 40                 | Croad-Langschan                                              |
| Zwerg-Cubalaya (EE)                         | ?                                  | ?                   | ?                    | ?                       | ?                  | Cubalaya                                                     |
| Dänisches Zwerg-Landhuhn (EE)               | Dänemark                           | ?                   | ?                    | ?                       | ?                  | Dänisches Landhuhn                                           |
| Deutsches Zwerghuhn (BDRG)                  | Deutschland                        | 750                 | 600                  | 100                     | 30                 | ohne Großform                                                |
| Deutsches Zwerg-Lachshuhn (BDRG)            | Deutschland                        | 1200                | 1000                 | 120                     | 38                 | Deutsches Lachshuhn                                          |
| Deutscher Zwerg-Langschan (BDRG)            | Deutschland                        | 1000                | 900                  | 160                     | 35                 | Deutsche Langschan                                           |
| Deutsches Zwerg-Reichshuhn (BDRG)           | Deutschland                        | 1000                | 800                  | 180                     | 40                 | Deutsches Reichshuhn                                         |
| Deutscher Zwerg-Sperber (BDRG)              | Deutschland                        | 900                 | 800                  | 120                     | 30                 | Deutscher Sperber                                            |
| Zwerg-Dominikaner (BDRG)                    | Deutschland                        | 900                 | 700                  | 120                     | 35                 | Dominikaner                                                  |
| Doorniksches Zwerghuhn (EE)                 | Belgien, an der Schelde um Doornik | ?                   | ?                    | ?                       | ?                  | ohne Großform                                                |
| Zwerg-Dorking (BDRG)                        | Großbritannien                     | 1300                | 1100                 | 150                     | 40                 | Dorking                                                      |
| Drenter Zwerghuhn (EE)                      | Niederlande                        | ?                   | ?                    | ?                       | ?                  | Drenter Huhn                                                 |
| Drenter Zwerg-Kaulhuhn (EE)                 | Niederlande                        | ?                   | ?                    | ?                       | ?                  | ?                                                            |
| Zwerg-Dresdner (BDRG)                       | Deutschland                        | 1000                | 900                  | 180                     | 40                 | Dresdner                                                     |
| Eikenburger Zwerghuhn (EE)                  | Niederlande                        | ?                   | ?                    | ?                       | ?                  | ?                                                            |
| Englische Zwerg-Leghorn (EE)                | England                            | 800                 | 700                  | 180                     | 38                 | Leghorn (Huhn)                                               |
| Everberger Bartzwerge (BDRG)                | Belgien                            | 700                 | 600                  | 95                      | 30                 | -                                                            |
| Zwerg-Eulenbarthuhn (BDRG)                  | Holland                            | 800                 | 700                  | 120                     | 35                 | Eulenbarthuhn                                                |
| Federfüßiges Zwerghuhn (BDRG)               | Europa                             | 750                 | 650                  | 150                     | 30                 | ohne Großform                                                |
| Frankfurter Zwerghuhn (BDRG)                | Deutschland                        | 1000                | 900                  | 130                     | 35                 | -                                                            |
| Zwerg-Friesenhuhn (BDRG)                    | Friesland                          | 550–650             | 450–550              | 120                     | 30                 | Friesenhuhn                                                  |
| Grübbe Bartzwerg (BDRG) (auch Grubbe Zwerg) | Belgien                            | 700                 | 600                  | 95                      | 30                 | ohne Großform                                                |
| Zwerg-Hamburger (BDRG)                      | England                            | 700                 | 600                  | 120                     | 30                 | Hamburger                                                    |
| Zwerg-Holländer Haubenhuhn (BDRG)           | Holland                            | 900                 | 800                  | 100                     | 30                 | Holländer Haubenhuhn                                         |
| Holländisches Zwerghuhn (BDRG)              | Holland                            | 500–550             | 400–450              | 80                      | 30                 | ohne Großform                                                |
| Zwerg-Houdan (BDRG)                         | England                            | 1100                | 900                  | 80                      | 35                 | Houdan                                                       |
| Indischer Zwerg-Kämpfer (BDRG)              | England                            | 1200                | 1000                 | 90                      | 30                 | Indischer Kämpfer                                            |
| Zwerg-Italiener (BDRG)                      | Deutschland                        | 900                 | 800                  | 140                     | 35                 | Italiener                                                    |
| Javanesisches Zwerghuhn (BDRG)              | Indonesien                         | 1200                | 900                  | 180                     | 35                 | –                                                            |
| Zwerg-Kastilianer (BDRG)                    | Deutschland                        | 850                 | 750                  | 150                     | 35                 | Kastilianer                                                  |
| Zwerg-Kaulhuhn (BDRG)                       | England                            | 700                 | 600                  | 90                      | 30                 | Kaulhuhn                                                     |
| Ko Shamo (BDRG)                             | Japan                              | 800–1000            | 600–800              | 90                      | 30                 | –                                                            |
| Zwerg-Kraienkopp (BDRG)                     | Holland                            | 850                 | 750                  | 180                     | 35                 | Kraienkopp                                                   |
| Zwerg-Krüper (BDRG)                         | Deutschland                        | 900                 | 800                  | 120                     | 35                 | Krüper                                                       |
| Zwerg-La Flèche (BDRG)                      | Deutschland                        | 900                 | 800                  | 120                     | 35                 | La Flèche                                                    |
| Zwerg-Lakenfelder (BDRG)                    | Deutschland                        | 800                 | 700                  | 120                     | 35                 | Lakenfelder                                                  |
| Zwerg-Legbar (EE)                           | England                            | 850                 | 620                  | ?                       | ?                  | Legbar                                                       |
| Zwerg-Leghorn (BDRG)                        | USA                                | 800                 | 700                  | 120                     | 35                 | Leghorn                                                      |
| Lütticher Zwerg-Kämpfer (BDRG)              | Belgien                            | 1200                | 1000                 | 90                      | 35                 | Lütticher Kämpfer                                            |
| Zwerg-Malaie (BDRG)                         | England                            | 1400                | 1200                 | 80                      | 30                 | Malaien                                                      |
| Zwerg-Marans (BDRG)                         | Frankreich                         | 1000–1100           | 900–1000             | 120                     | 45                 | Marans                                                       |
| Maruha-Chabos (BDRG)                        | Japan                              | 700                 | 600                  | 80                      | 28                 | –                                                            |
| Zwerg-Mechelner (BDRG)                      | Belgien                            | 1700                | 1400                 | 120                     | 45                 | Mechelner                                                    |
| Zwerg-Minorka (BDRG)                        | Deutschland                        | 900                 | 800                  | 120                     | 35                 | Minorka                                                      |
| Moderner Englischer Zwergkämpfer (BDRG)     | England                            | 600                 | 500                  | 80                      | 25                 | Moderner Englischer Kämpfer                                  |
| Zwerg-Nackthalshuhn (BDRG)                  | Deutschland                        | 900                 | 800                  | 120                     | 30                 | Nackthalshuhn                                                |
| Zwerg-New Hampshire (BDRG)                  | USA                                | 1100                | 1000                 | 140                     | 40                 | New Hampshire                                                |
| Zwerg-Niederrheiner (BDRG)                  | Deutschland                        | 1200                | 1000                 | 180                     | 40                 | Niederrheiner                                                |
| Ohiki (BDRG)                                | Japan                              | 900                 | 750                  | ?                       | 30                 | ohne Großform                                                |
| Okina-Chabos (BDRG)                         | Japan                              | 600                 | 500                  | 80                      | 25                 | –                                                            |
| Zwerg-Orloff (BDRG)                         | Deutschland                        | 1200                | 1000                 | 120                     | 35                 | Orloff                                                       |
| Zwerg-Orpington (BDRG)                      | Deutschland                        | 1200                | 1000                 | 110                     | 35                 | Orpington                                                    |
| Ostfriesische Zwerg-Möwe (BDRG)             | Deutschland                        | 800–900             | 700–800              | 120                     | 35                 | Ostfriesische Möwe                                           |
| Zwerg-Paduaner (BDRG)                       | England                            | 900                 | 800                  | 100                     | 30                 | Paduaner                                                     |
| Zwerg-Phönix (BDRG)                         | Deutschland                        | 800                 | 700                  | 120                     | 25                 | Phönix                                                       |
| Zwerg-Plymouth Rock (BDRG)                  | Deutschland                        | 1000                | 800                  | 140                     | 35                 | Plymouth Rocks                                               |
| Zwerg-Rheinländer (BDRG)                    | Deutschland                        | 1000                | 800                  | 170                     | 35                 | Rheinländer                                                  |
| Zwerg-Rhodeländer (BDRG)                    | Deutschland                        | 1200                | 1000                 | 180                     | 45                 | Rhodeländer                                                  |
| Ruhlaer Zwerg-Kaulhuhn (BDRG)               | Thüringen                          | 700                 | 600                  | 150                     | 35                 | ohne Großform                                                |
| Zwerg-Sachsenhuhn (BDRG)                    | Deutschland                        | 900                 | 800                  | 120                     | 35                 | Sachsenhuhn                                                  |
| Sebright (BDRG)                             | England                            | 600                 | 500                  | 80                      | 30                 | ohne Großform                                                |
| Zwerg-Seidenhuhn (BDRG)                     | Holland                            | 600                 | 500                  | 120                     | 28                 | Seidenhuhn                                                   |
| Serama                                      | Malaysia                           | 250–600             | 170–525              | ?                       | 20                 | -                                                            |
| Siamesisches Zwerg-Seidenhuhn (BDRG)        | Deutschland, Oyten                 | 600                 | 500                  | ?                       | 28                 | ohne Großform                                                |
| Zwerg-Sizilianer (EE)                       | England                            | ?                   | ?                    | ?                       | ?                  | Sizilianischer Becherkamm                                    |
| Zwerg-Spanier (BDRG)                        | England                            | 900                 | 800                  | 120                     | 40                 | Spanier                                                      |
| Zwerg-Strupphuhn (BDRG)                     | England                            | 850                 | 750                  | 120                     | 40                 | Strupphuhn                                                   |
| Zwerg-Sulmtaler (BDRG)                      | Deutschland                        | 1100                | 900                  | 160                     | 35                 | Sulmtaler                                                    |
| Zwerg-Sumatra (BDRG)                        | Deutschland                        | 850                 | 750                  | 100                     | 30                 | Sumatra (Huhn)                                               |
| Zwerg-Sundheimer (BDRG)                     | Deutschland                        | 1100                | 900                  | 160                     | 45                 | Sundheimer                                                   |
| Zwerg-Sussex (BDRG)                         | Deutschland                        | 1200                | 1000                 | 120                     | 35                 | Sussex                                                       |
| Thüringer Zwerg-Barthuhn (BDRG)             | Deutschland                        | 800                 | 700                  | 120                     | 37                 | Thüringer Barthuhn                                           |
| Ükkeler Bartzwerge (BDRG)                   | Belgien                            | 700                 | 600                  | 90                      | 30                 | -                                                            |
| Zwerg-Vorwerkhuhn (BDRG)                    | Deutschland                        | 900                 | 800                  | 140                     | 38                 | Vorwerkhuhn                                                  |
| Watermaalscher Bartzwerg (BDRG)             | Belgien                            | 700                 | 600                  | 100                     | 25                 | ohne Großform                                                |
| Zwerg-Welsumer (BDRG)                       | Deutschland                        | 1200                | 1000                 | 160                     | 45                 | Welsumer                                                     |
| Zwerg-Wyandotte (BDRG)                      | Europa                             | 1200                | 1000                 | 160                     | 40                 | Wyandotte                                                    |
| Zwerg-Yokohama (BDRG)                       | Deutschland                        | 800                 | 700                  | 100                     | 30                 | Yokohama                                                     |